# Xbox 360 Controller
El Xbox 360 Controller o controlador de Xbox 360 es el principal controlador de la consola Xbox 360 de Microsoft. Tiene dos versiones, con cable o inalámbrico, y ambas son compatibles con PC. Los mandos originales de la Xbox no son compatibles con la Xbox 360 de manera directa, únicamente con un adaptador de mandos y periféricos del primer Xbox por el puerto USB de la consola.
La versión inalámbrica requiere de baterías AA o recargables, mientras que la versión con cable simplemente se conecta a los puertos USB de la consola.

## Usos no relacionados con juegos
La Armada de Estados Unidos anunció que planeaba usar Controles de Xbox 360 para controlar los periscopios de la Clase de Submarinos Virginia, Tanto por razones de Costo como de familiaridad

## Modelos

### Diseño
Un controlador de Xbox 360 estándar incluye once botones digitales, dos gatillos analógicos, dos joysticks analógicos y d-pad digital. La cara derecha del controlador cuenta con cuatro botones de acción digital: una «A» de color verde, una «B» de color rojo, una «X» de color azul y una «Y» de color amarillo. La cara inferior derecha consta de un stick analógico, a la izquierda de este último un d-pad digital y en la cara izquierda superior del controlador otro stick analógico. Los dos sticks analógicos también pueden presionarse para activar un botón digital debajo. En el centro de la cara del controlador hay un botón de «guía», uno digital de «inicio» y otro de «reinicio». El botón «Guide» está marcado con el logotipo de Xbox, y se usa para encender la consola/controlador y acceder así al menú de la guía. Además, está rodeado por un «led» circular, que indica el número de controlador, y cuando es intermitente proporciona notificaciones de conexión. Por último, en los «frentes o topes» tanto derecho como izquierdo se encuentran cuatro disparadores analógico (dos en cada lado). Es un mando compatible solo con el PC no con la serie PlayStation de Sony.

### Diseño Xbox One
El mando de la consola mantiene una línea continuista en relación al de Xbox 360.[14] Su reparto de botones, joysticks y gatillos es en gran medida similar al de su predecesora, aunque sí muestra algunas novedades. La principal es que los gatillos cuentan con un sistema de vibración independiente.[14]
El botón Xbox no está tan centrado, situándose en la parte alta del periférico dejando lugar a dos nuevos botones: Menú (que engloba los antiguos Start y Select) y View que permite acceder a ventanas conceptuales relacionadas con el juego en uso.[15] La alimentación sigue realizándose mediante pilas AA a diferencia de PS4, que se carga mediante usb.[15]

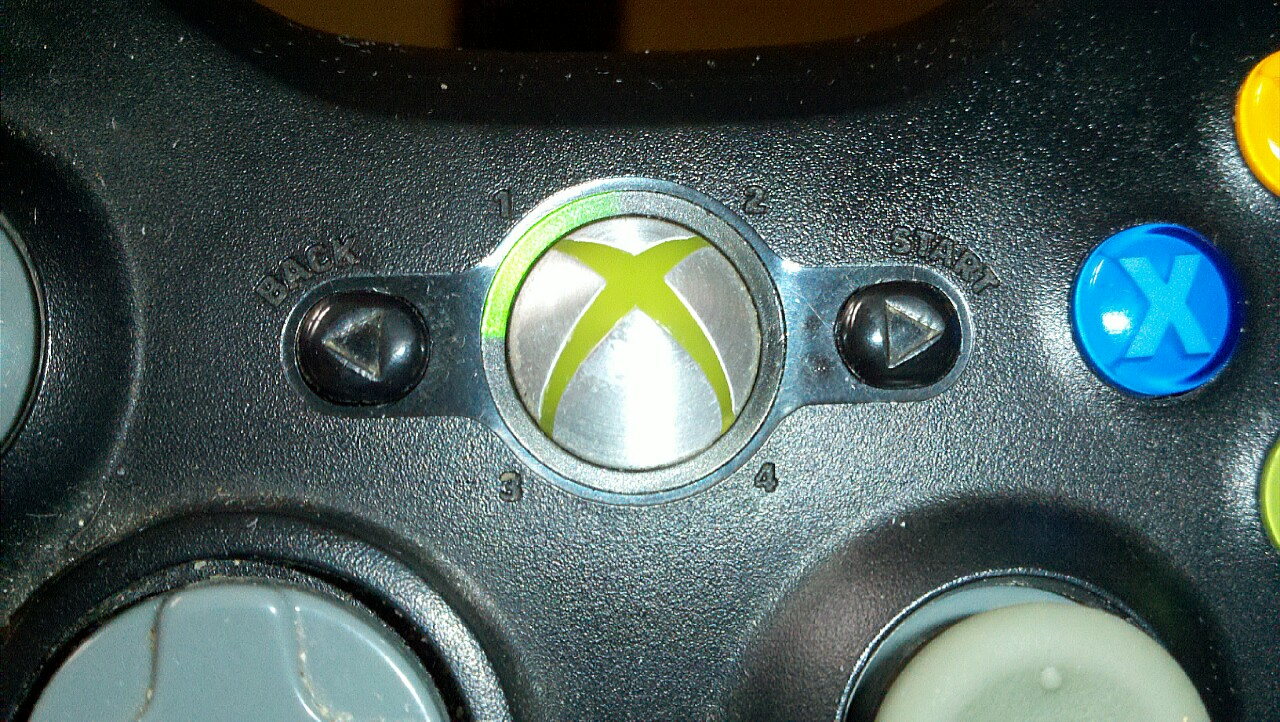
El botón «Guide» o «Guía» del controlador.

Los botones y sus denominaciones en inglés.

### Galería

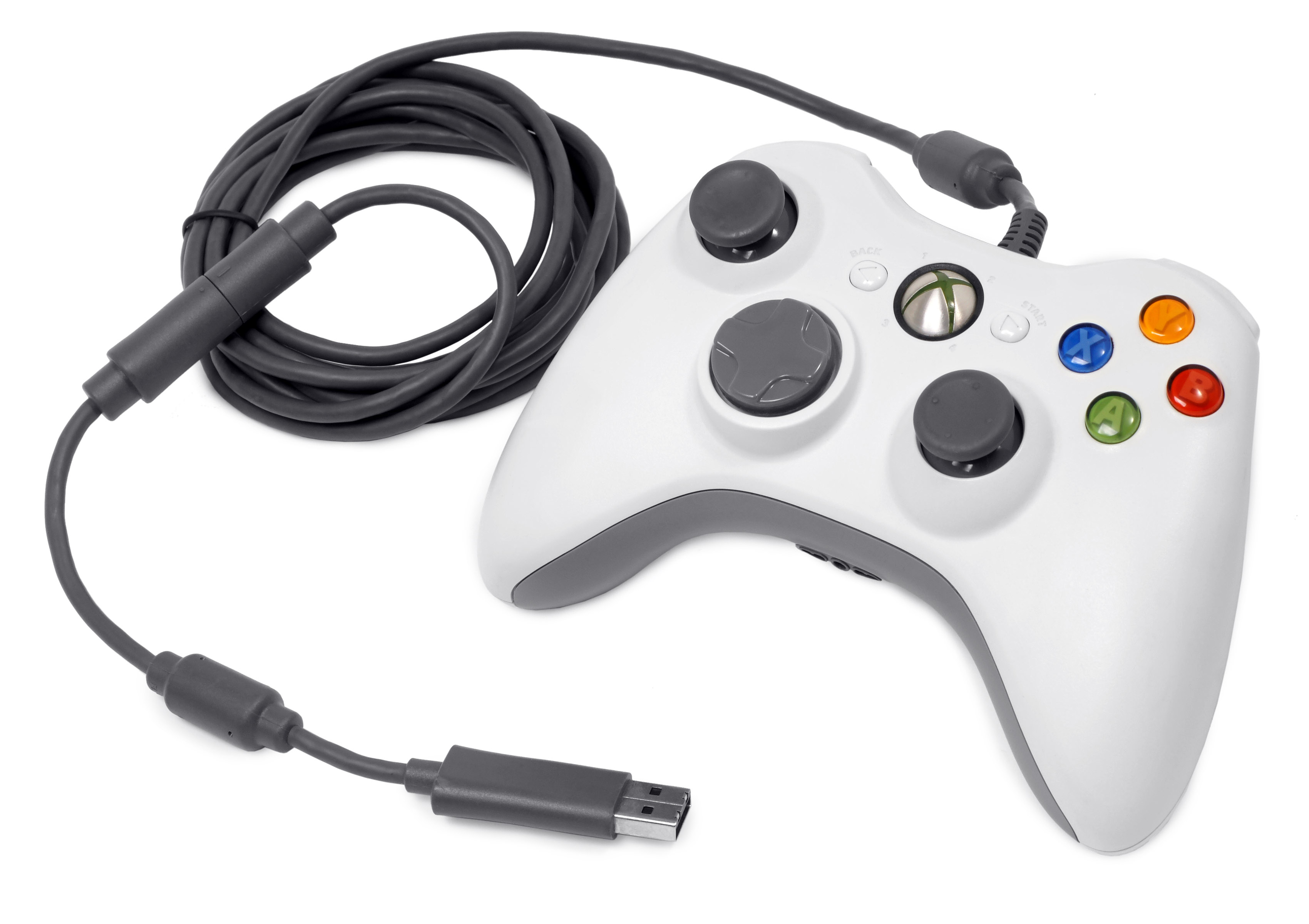
Controlador alámbrico «blanco» para Xbox 360 .
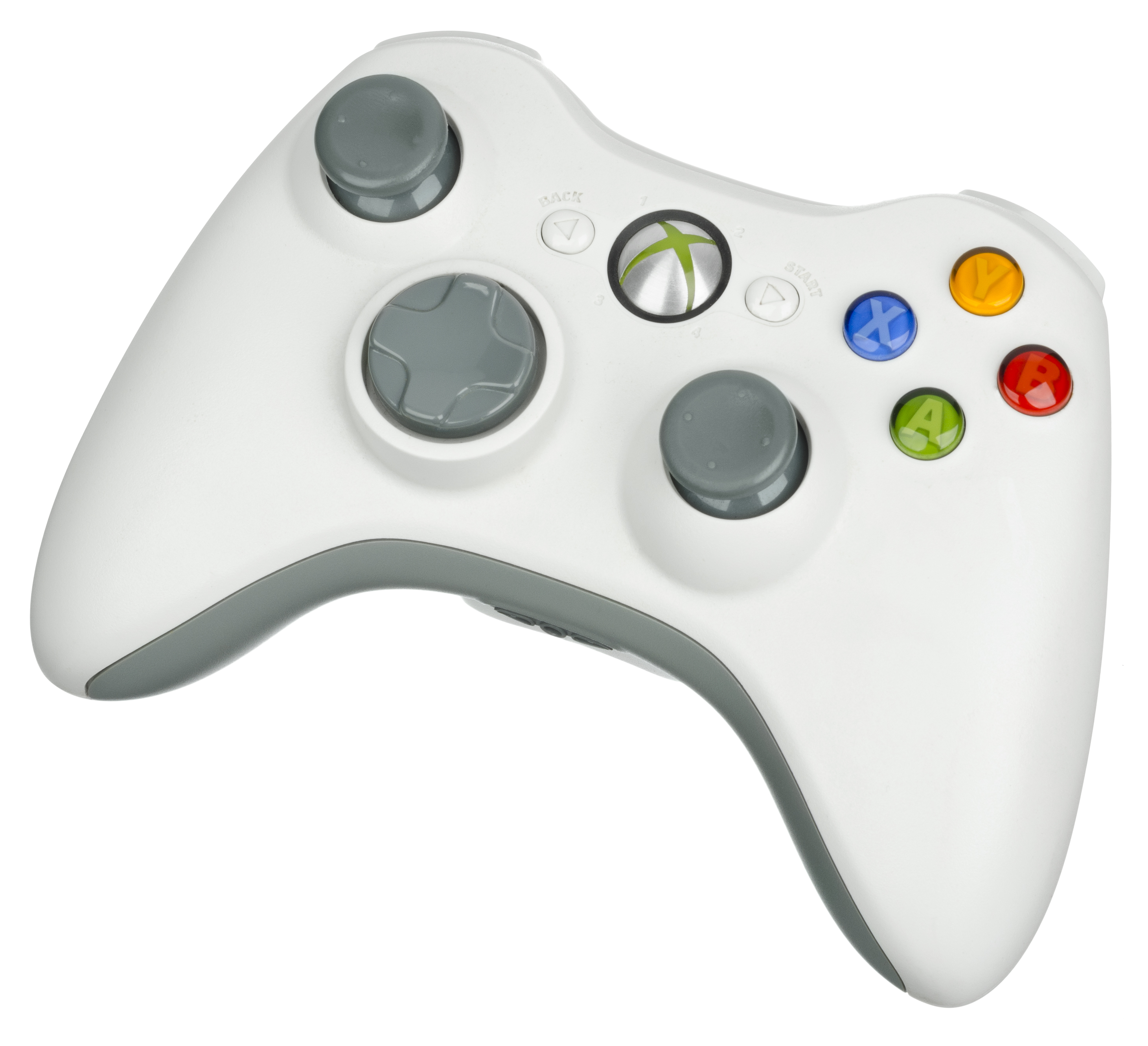
Controlador inalámbrico «blanco» para Xbox 360.
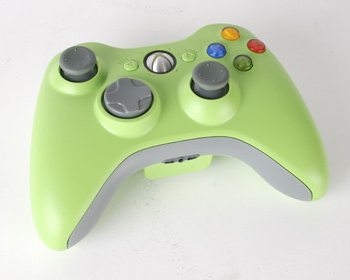
Controlador inalámbrico «verde» para Xbox 360.
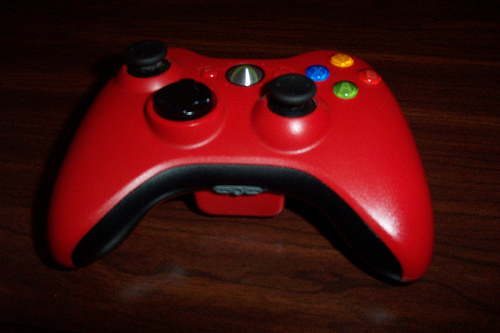
Controlador inalámbrico «rojo» para Xbox 360.
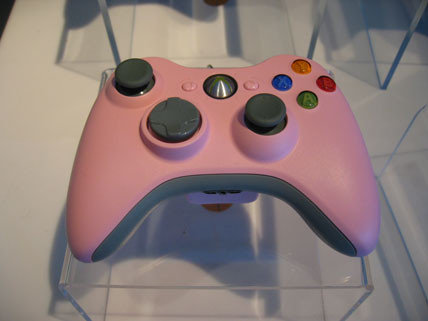
Controlador inalámbrico «rosado» para Xbox 360.
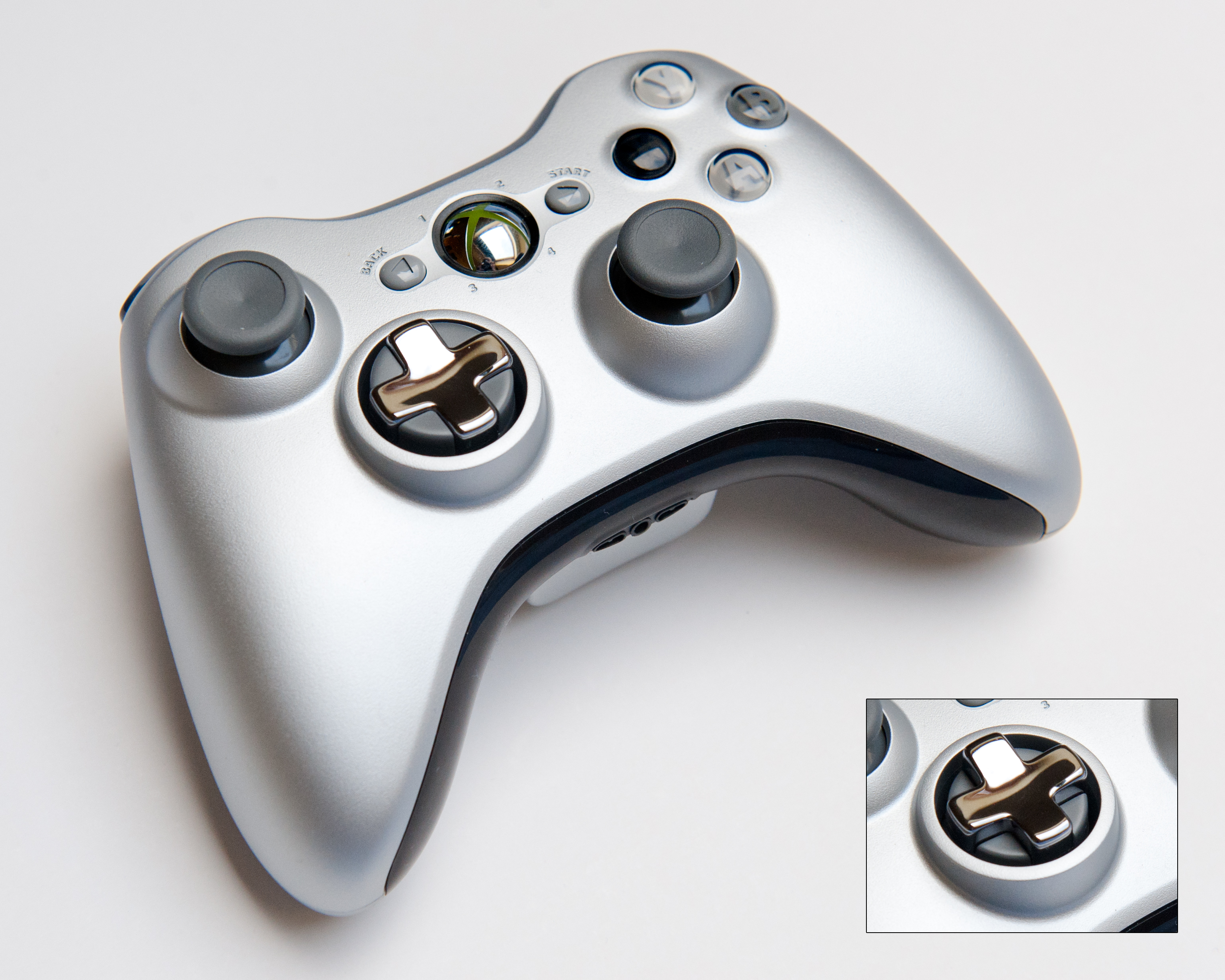
Controlador inalámbrico de edición especial con la «transformación d-pad» para la Xbox 360.

## Accesorios

### Kit de Baterias Recargables

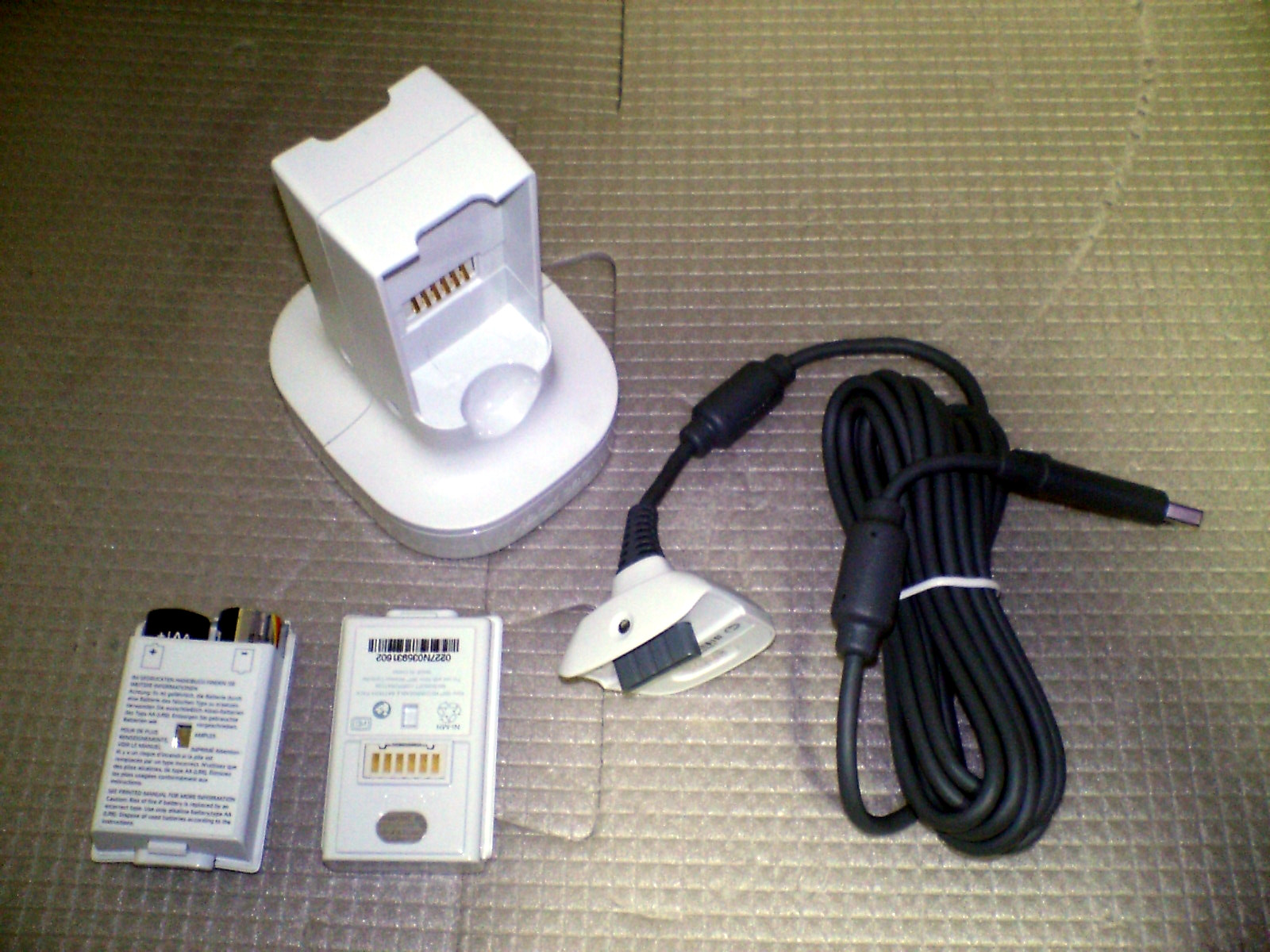
La bateria junto con su cable de carga.

Este kit contiene baterías de hidruro metálico de níquel, Las cuales proporcionan hasta 24 horas de juego continuo con el control inalámbrico, Se recomienda como alternativa a las Pilas AA desechables, que difieren ligeramente en el voltaje y tienen mayores costos de eliminación (económicos y medioambientales) Este pack viene junto a el kit "Play & Charge (Juega y carga)" y el kit de carga rápida.
La carga completa de las baterías demora aproximadamente 2 horas con el kit de carga rápida, mientras que con el kit Play & Charge tarda mas (depende también de si se esta usando el control).

### Receptor inalámbrico para juegos

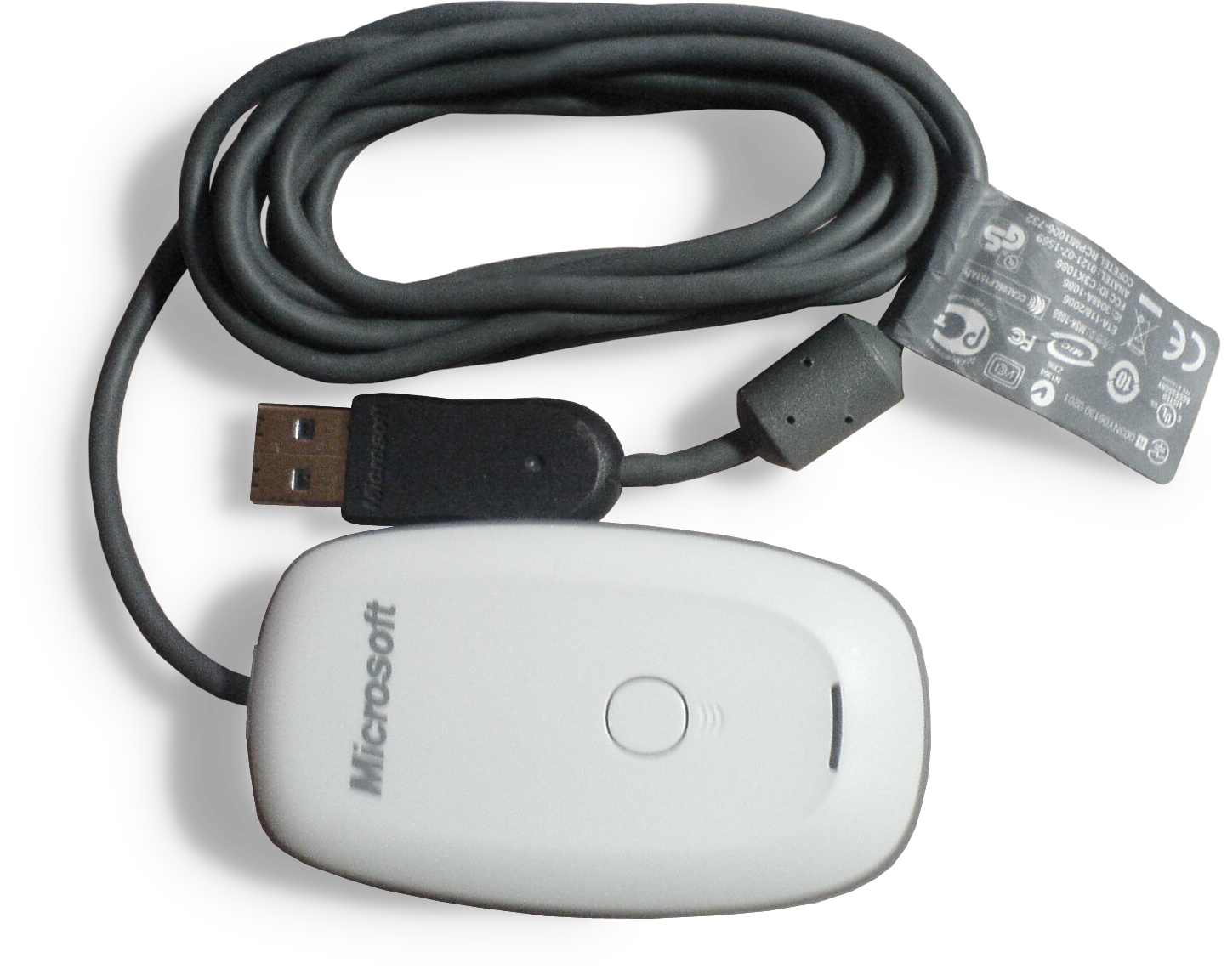
El receptor inalámbrico para Windows.

El Wireless Gaming Receiver (Conocido como "Crossfire Wireless Gaming Receiver" en el Reino Unido) permite que los accesorios inalámbricos de Xbox 360, como gamepads inalámbricos, ruedas de carreras y auriculares, puedan ser utilizados en un PC con sistema operativo Windows.  El dispositivo actúa de manera similar a una Xbox 360, lo que permite conectar hasta 4 controladores y 4 auriculares a la vez. El dispositivo tiene 10 metros y una gama de 2 metros de cable USB. Está específicamente diseñado para usarse con juegos que lleven el logotipo «Games for Windows», pero funciona con la mayoría de juegos que permiten un gamepad para PC estándar. El sitio web también señaló que el adaptaron funciona con "Todos los futuros dispositivos inalámbricos" .

### Messsenger Kit

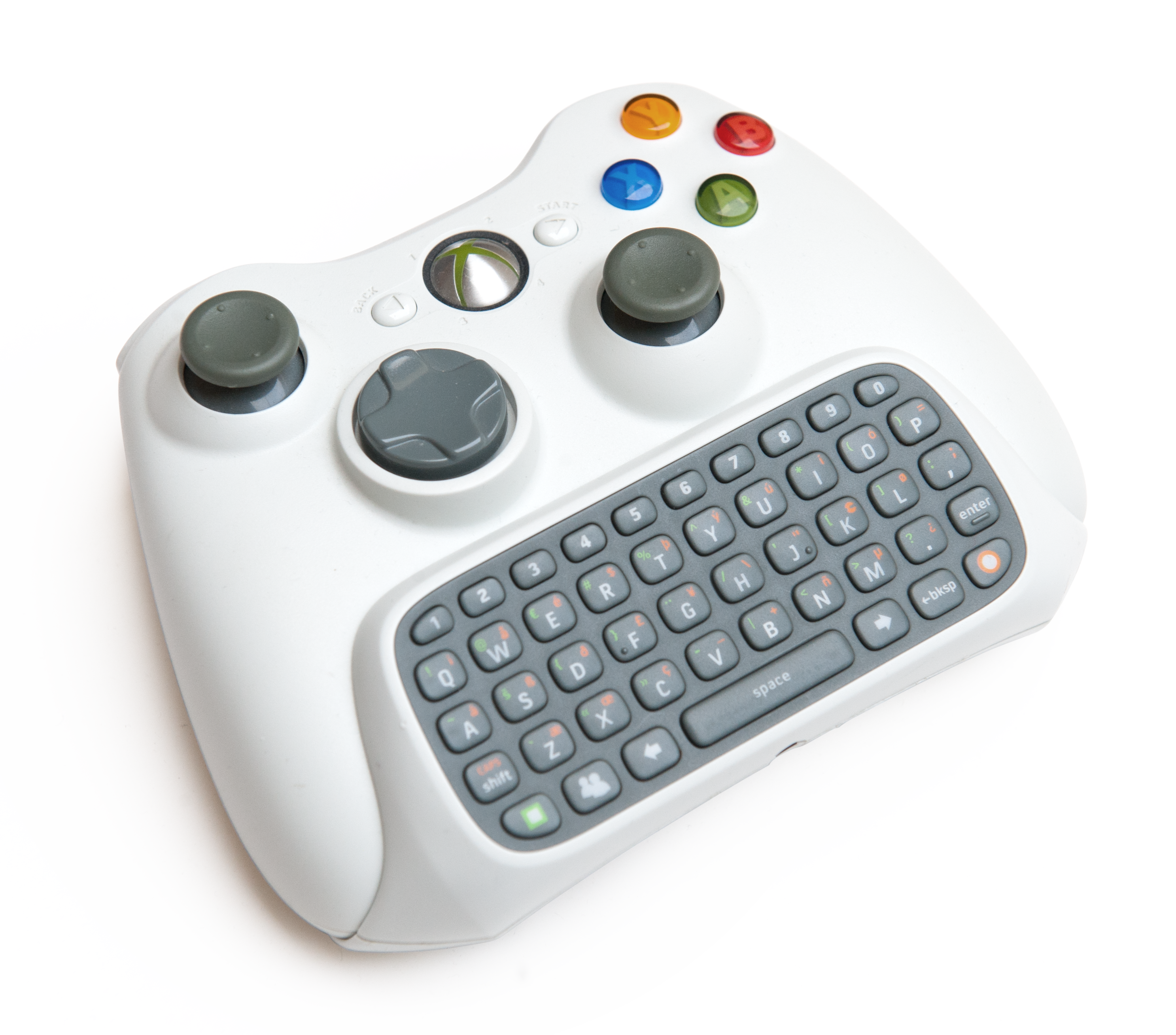
Chatpad del Messenger Kit de Xbox 360 conectado a un Control.

El Messenger Kit consta de unos auriculares de Xbox 360 y un pequeño teclado conocido como el «Chatpad». El Chatpad se conecta a la parte frontal del controlador y puede ser utilizado como teclado para juegos que lo requieran. Actualmente no es compatible con el receptor inalámbrico de juegos.